# Maldivian
Maldivian es la división aérea de Island Aviation Services con base en Malé, en las Maldivas. Es la aerolínea de bandera de las Maldivas. Opera vuelos internacionales además de vuelos interislas. Su base de operaciones está en el Aeropuerto Internacional de Malé.

## Destinos
Maldivian opera vuelos regulares a los siguientes destinos domésticos e internacionales: 
| País                    | Ciudad            | Aeropuerto                            | Notas |
| Asia                    |                   |                                       |       |
| Bandera de las Maldivas | Hanimaadhoo       | Aeropuerto doméstico de Hanimaadhoo   |       |
|                         | Kaadeddhoo        | Aeropuerto doméstico de Kaadedhdhoo   |       |
|                         | Kadhdhoo          | Aeropuerto doméstico de Kadhdhoo      |       |
|                         | Malé              | Aeropuerto Internacional de Male HUB  |       |
|                         | Gan               | Aeropuerto Internacional de Gan       |       |
| Bandera de Sri Lanka    | Colombo           | Aeropuerto Internacional Bandaranaike |       |
| Bandera de la India     | Thiruvanathapuram | Aeropuerto Internacional Trivandrum   |       |

## Island Aviation Services
El núcleo de negocios de Island Aviation Services incluye los siguientes destinos:- 
- Servicios de aerolínea en el aeropuerto internacional de Malé.
- Handling
- Servicios de carga
- Operación de salas VIP en el aeropuerto internacional de Malé y el aeropuerto de Hanimadhoo
- Servicios de ingeniería
- Operaciones de vuelo (gestión de la división Maldivian)

## Flota

### Flota Actual
La flota de Maldivian incluye las siguientes aeronaves, con una edad media de 22.7 años (en marzo de 2023):

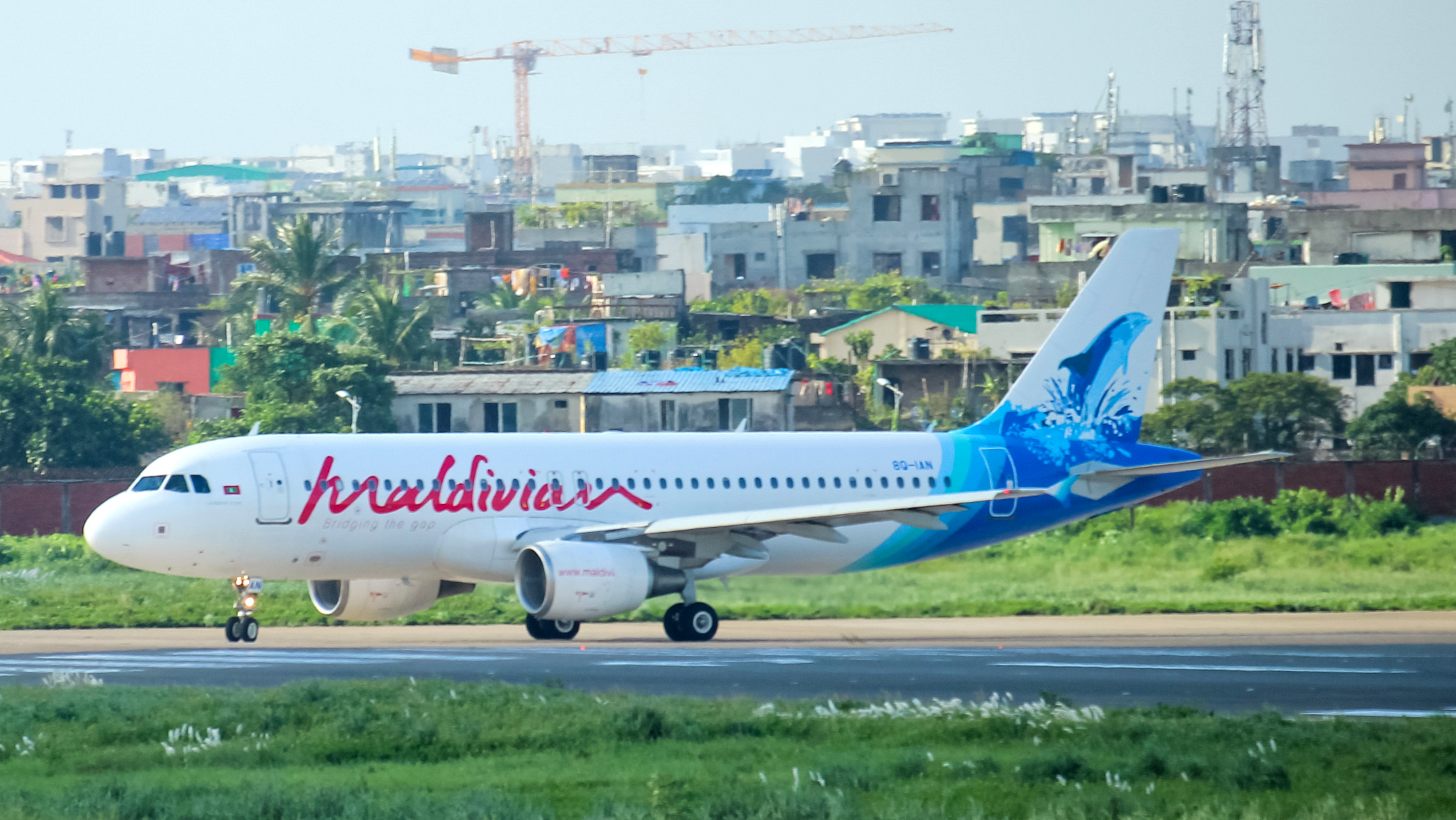
Airbus A320.

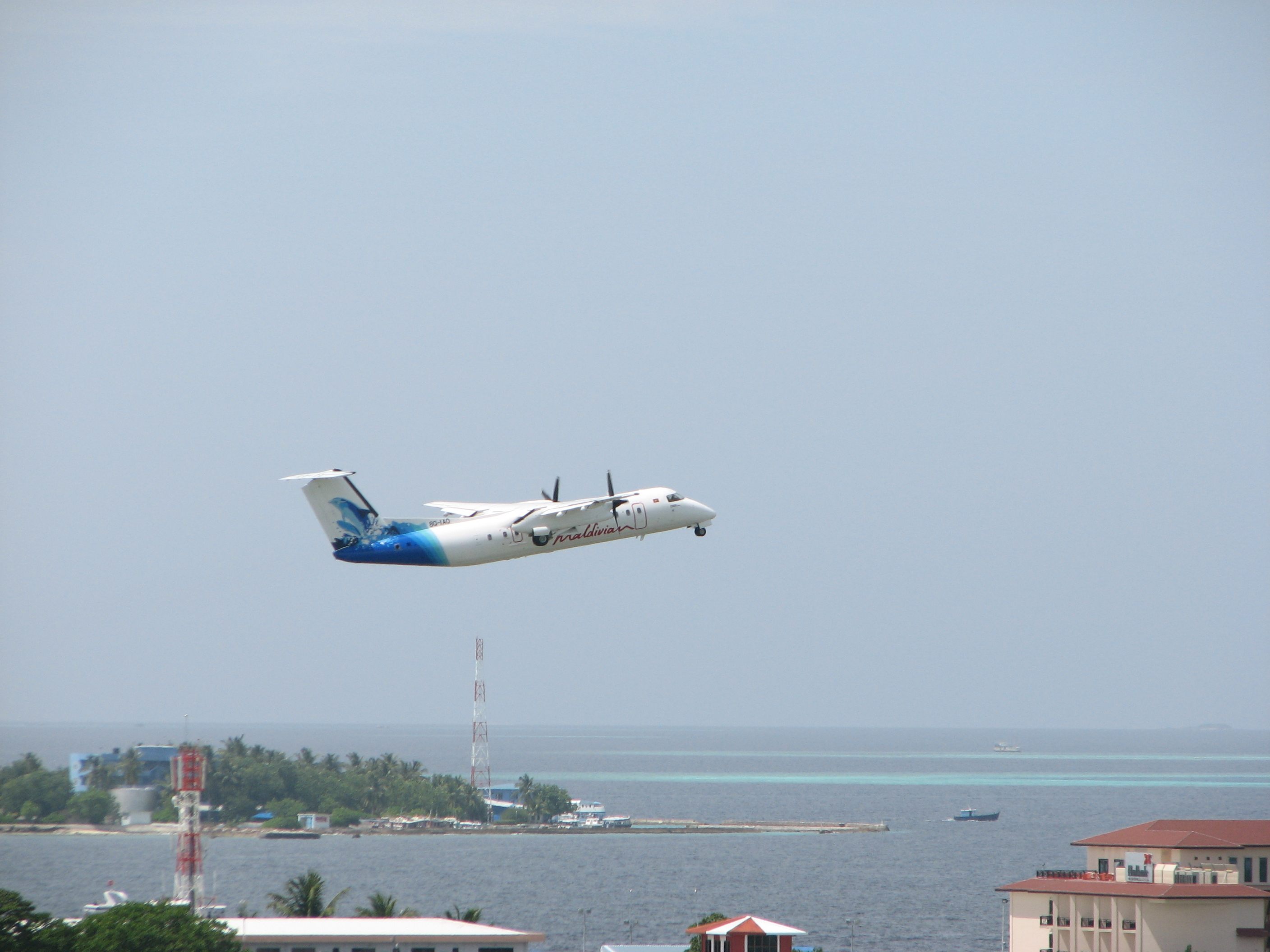
Bombardier Q200.

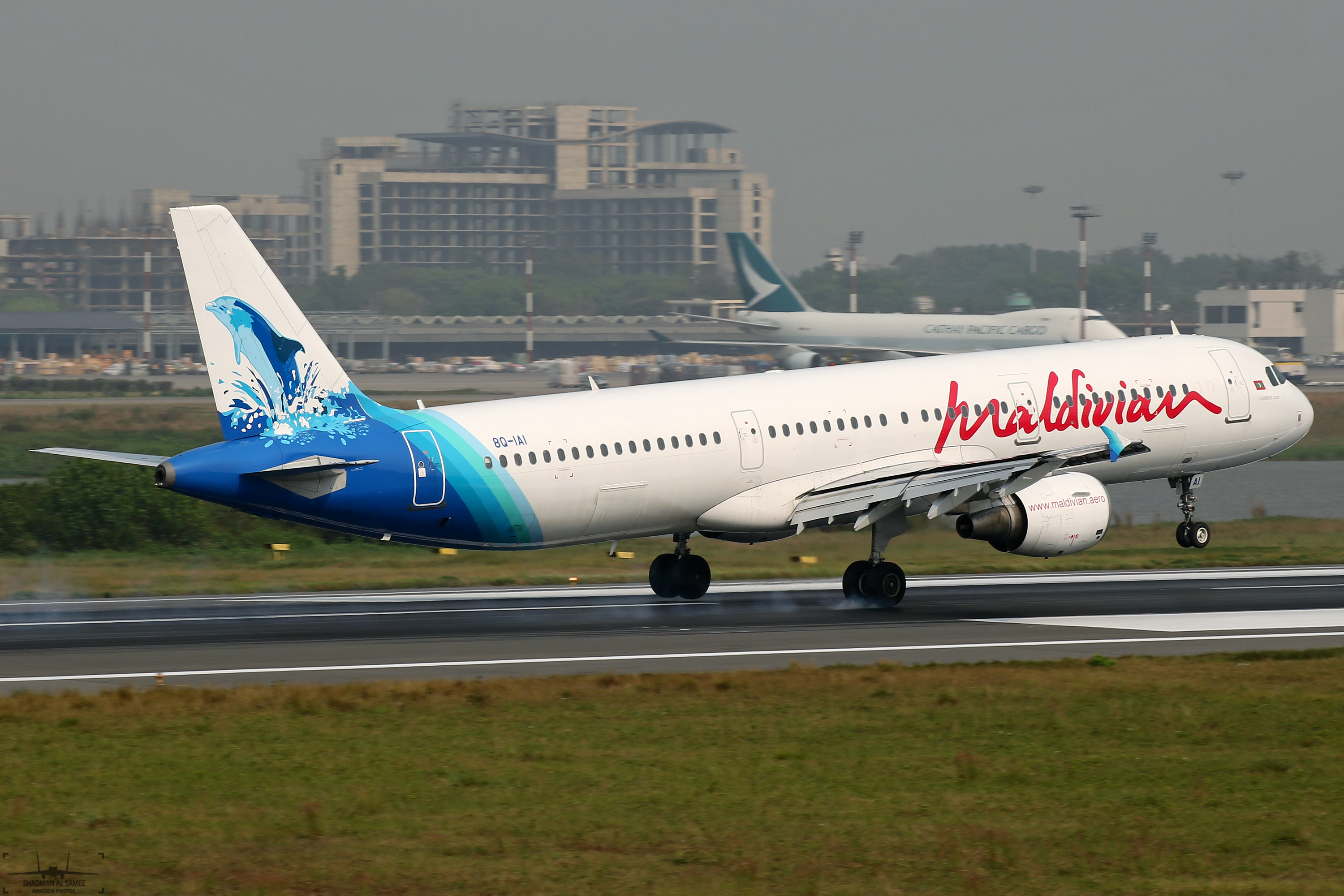
Airbus A321.

| Avión                                           | En Servicio | Pedidos | Plazas | Plazas | Plazas | Notas |
| Avión                                           | En Servicio | Pedidos | C      | Y      | Total  | Notas |
| ----------------------------------------------- | ----------- | ------- | ------ | ------ | ------ | ----- |
| de Havilland Canada DHC-6 Twin Otter Series 300 | 2           | —       | 0      | 15     | 15     |       |
| Bombardier Dash 8 Q202                          | 2           | —       | 0      | 37     | 37     |       |
| Bombardier Dash 8 Q300                          | 7           | —       | 0      | 50     | 50     |       |
| ATR 42-600                                      | 1           | —       | TBA    | TBA    | TBA    |       |
| ATR 72-600                                      | 2           | —       | TBA    | TBA    | TBA    |       |
| Airbus A320-214                                 | 1           | —       | 14     | 138    | 152    |       |
| Airbus A330-200                                 | —           | 2       | TBA    | TBA    | TBA    |       |
| Total                                           | 15          | 2       |        |        |        |       |

## Incidentes y accidentes
- El 31 de enero de 2009, un Dornier 228 que transportaba a 13 personas desde Malé a Hanimaadhoo experimentó problemas con el tren de aterrizaje poco después de despegar y efectuó un aterrizaje de emergencia de vuelta a Malé. No hubo heridos. Los pasajeros fueron transferidos a otro avión[7]